# Mian Mian
Mián Mián (棉棉 née le 28 août 1970 à Shanghai) est une écrivaine chinoise.

## Biographie
Née en 1970 dans une famille d'intellectuels shanghaiens, Mián Mián fait l'expérience du sex, drugs & rock'n roll chinois du début des années 1980, qu'elle décrit dans son roman Les Bonbons chinois (Éditions de l'Olivier) paru en 2000. À l'occasion chanteuse, son roman est d'après elle la « thérapie » qui l'a sortie de sa dépendance à l'héroïne.
L'œuvre de Mián Mián a une valeur de témoignage de cette période charnière de l'histoire chinoise, dans sa version marginale. Ses romans mettent en scène une jeunesse qui s'adonne frénétiquement au sexe, à l'alcool et la drogue.
Elle connaît le succès dès son premier roman. Les livres de Mian Mian ont été traduits dans de nombreuses langues mais sont interdits en Chine, où ils circulent sous le manteau. 
En France, son deuxième roman, Panda Sex, est publié par les éditions Au diable vauvert en janvier 2009. 
En 2019, son nouveau livre Spectacle de la disparition  (Xiāoshī biǎoyǎn 消失表演) est autorisé en Chine, une première pour un roman de Mian Mian depuis plus de 15 ans. L'interdiction de son premier roman Les Bonbons chinois (Táng 糖) est également levée et le livre est finalement édité et publié dans sa langue originale, près de 20 ans après son succès international. Le livre est traduit et publié en France la même année par les Éditions Sébastien Moreu.
La romancière a été la première en Chine à intenter une action pour violation des droits d'auteur contre le moteur de recherche américain Google, en décembre 2009. Elle accuse Google d'avoir numérisé illégalement son troisième roman, Acid Lovers.

## Principales publications
- L’Amant de Hongkong (Xiānggǎng Qīngrén 香港情人)
- Les Bonbons chinois (Táng 糖). - Éditions de l'Olivier, traduit du chinois par Sylvie Gentil. - 2001.  (ISBN 2-87929-294-8)
  - en poche : Points Seuil no 1012  (ISBN 2-02-055133-0)
- Panda Sex - Au Diable Vauvert - 2009.
- Spectacle de la disparition (Xiāoshī biǎoyǎn 消失表演) - Éditions Sébastien Moreu, traduit du chinois par Marie-Pierre Duhamel Muller - 2019   (ISBN 978-2-9567147-2-9)